# IT-Journal
Das IT-Journal (Zusatztitel: das Strategie-Magazin für IT-Manager) war eine Fachzeitschrift im Bereich Informationstechnik und Informationsmanagement. Sie erschien von 1999 bis 2001 bei der Redtec Publ.-GmbH (zunächst Redmond’s Technology Publ.-GmbH) in Unterschleißheim.
Ihre Vorgängerzeitschrift war das NT-Journal: business computing für IT Manager. Dieses erschien von 1994 bis 1996 und war Nachfolger der Zeitschriften Datensicherheits-Report und Business computing.